# Хайнрих фон Ленцбург
Хайнрих фон Ленцбург (на немски: Heinrich von Lenzburg; † 16 януари 1051 или 1056) е епископ на Лозана (1039 – 1051 или 1056) в Швейцария.
Той е син на граф Улрих I фон Ленцбург „Богатия“ († пр. 1050), първият граф на Ленцбург, граф в Ааргау, имперски фогт на Цюрих, фогт на Шенис и Беромюнстер. Брат му Конрад фон Ленцбург († ок. 1052) е от 1036 г. епископ на Женева.
Хайнрих фон Ленцбург е през 1036 г. провост в Беромюнстер в Кантон Люцерн и през 1039 г. е избран за епископ на Лозана. Той участва през 1039 г. като най-главен пратеник на Кралство Бургундия в погребението на император Конрад II.